# Itylos splendida
Itylos splendida är en fjärilsart som beskrevs av Otto Staudinger. Itylos splendida ingår i släktet Itylos och familjen juvelvingar. Inga underarter finns listade i Catalogue of Life.